# Anthurium davidsei
Anthurium davidsei är en kallaväxtart som beskrevs av Thomas Bernard Croat. Anthurium davidsei ingår i släktet Anthurium och familjen kallaväxter. Inga underarter finns listade.